# Wereldkampioenschap waterski racing 1985
Het wereldkampioenschap waterski racing 1985 was een door de Union Mondiale de Ski Nautique (UMSN) georganiseerd kampioenschap voor waterskiërs. De 4e editie van het wereldkampioenschap vond plaats in het Spaanse Barcelona.

## Uitslagen
| Goud   | Mark Pickering     |
| Zilver | Kurt Schoen        |
| Brons  | Alberto Todeschini |

| Goud   | Debbie Nordblad |
| Zilver | Eva Ryan        |
| Brons  | Marsha Mier     |

1979 ·
1981 ·
1983 ·
1985 ·
1987 ·
1989 ·
1991 ·
1993 ·
1995 ·
1997 ·
1999 ·
2001 ·
2003 ·
2005 ·
2007 ·
2009 ·
2011 ·
2013 ·
2015 ·
2017 ·
2019